# ブーリシュラヴァス

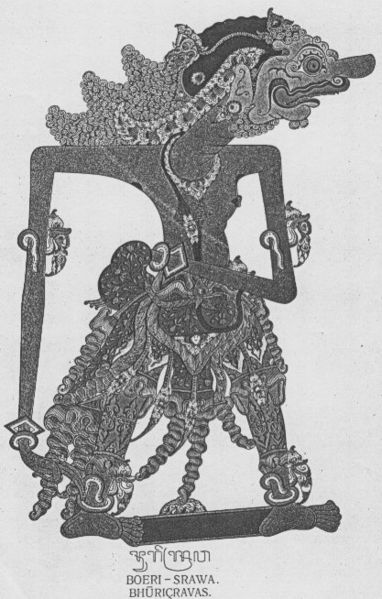
ジャワ島の人形劇ワヤン・クリのブーリシュラヴァス。

ブーリシュラヴァス（梵: भूरिश्रवस्, Bhūriśravas）は、インド神話の人物である。クル族の王族に属する。ヤドゥ族の英雄の1人サーティヤキの宿命的な敵対者であり、クル・クシェートラの大戦争でカウラヴァの武将として戦った。

## 系譜
『バーガヴァタ・プラーナ』や『ブラフマ・プラーナ』によると、クル族の王プラティーパの子にシャーンタヌ、バーフリーカ、デヴァーピがおり、そのうちの1人バーフリーカの子ソーマダッタの子として生まれた。また兄弟にブーリ、シャラがいる。したがってシャーンタヌの子孫であるパーンダヴァおよびカウラヴァとは同族である。

## 神話

### 誕生
叙事詩『マハーバーラタ』によると、ヤドゥ族の王シューラの子シニは、兄弟のヴァスデーヴァ（クリシュナの父）と結婚させるためにデーヴァキーのスヴァヤンヴァラ（婿選びの儀式）に勝利した。シニがデーヴァキーを戦車に乗せて連れ去るのを見たソーマダッタは我慢できず、シニに挑んだ。2人の戦いは半日におよんだが、最後にシニが勝利した。シニは相手の髪をつかんで足蹴にしたが、憐れに思い、命までは取らなかった。しかしソーマダッタはこのときの屈辱を恨みに思い、シヴァ神にシニの息子を打ち破ることができるような強い息子を授けてくれるよう祈願した。彼の願いによって生まれたのがブーリシュラヴァスであり、これによりシニの子サーティヤキとの間に世代を越えた敵対関係が生じた。

### 大戦争
後にクル・クシェートラで大戦争が勃発すると、ブーリシュラヴァスはサーティヤキと激しく戦うことになった。ブーリシュラヴァスは父や兄弟とともにカウラヴァ側につき、一方のサーティヤキはクリシュナとともにパーンダヴァの味方をした。ブーリシュラヴァスは戦場では祭柱を旗標とした。
アルジュナの幼い息子アビマニユの戦死後、両者は空を覆う雲の如く矢を浴びせ合い、たがいの馬を殺し、弓を断ち、戦車を破壊した。次に刀で斬り合い、たがいの楯を切り捨てた。最後に彼らは格闘で相手を討ち倒そうとした。しかしサーティヤキはブーリシュラヴァスと戦う以前から戦い続け、疲弊していたため軍配はブーリシュラヴァスの側に上がった。サーティヤキを打ち倒したブーリシュラヴァスは、かつて相手の父シニが自分の父ソーマダッタにしたように、サーティヤキの髪をつかみ、足蹴にした。クリシュナは勝敗が決する前からサーティヤキの不利を見て取り、何度もアルジュナにサーティヤキを救援するよう催促したが、アルジュナは彼らの戦いに手を出すことはなく、ブーリシュラヴァスが勝利すると、むしろ心の中で同じクル族であるブーリシュラヴァスの勝利を褒め称えた。その後すぐにアルジュナは矢を放ち、ブーリシュラヴァスの腕を切断した。

### 死
腕を切断されたブーリシュラヴァスはアルジュナを非難した。「なぜ戦場で自分と戦っていない者の腕を切ったのか。誰がアルジュナにこのような武器の使い方を教えたのか。心ある者は、油断した者、恐れた者、戦車を失った者、命乞いしている者、災禍に陥った者を攻撃しない。お前がクシャトリヤの法から外れて卑怯なことをしたのは、クリシュナにそそのかされたからであろう、クリシュナを友とする者のほかに誰が、他人と戦って油断している者を攻撃するのか。ヴリシュニ族とアンダカ族は卑しい種姓であり、混合した仕事を生業とする者たちであり、本性として非難される。よってその行為は誓戒を守り、善行を行うアルジュナには相応しくない。なぜそれを模範とするのか」と。そしてサーティヤキを捨て置き、残った左手で矢を敷いて、その上に座し、断食して死のうとした。
これに対してアルジュナは「すべてのクシャトリヤは私が矢の届く範囲にいる味方を殺させないという大誓戒を知っている。これを考慮するならば殺されようとしているサーティヤキを救ったことを非難されるいわれはない。第一、幼いアビマニユが武器も戦車も武具も失ったときに殺されたことは決して称賛されないであろう」と返した。ブーリシュラヴァスはその言葉を聴くとうつむいて沈黙し、頭で地面に触れた。
一方、解放されたサーティヤキは刀を取って、座しているブーリシュラヴァスを殺そうとした。その光景を見たすべての戦士はサーティヤキを非難したが、サーティヤキはブーリシュラヴァスの首を切断した。ブーリシュラヴァスはすでにアルジュナに殺されたも同然だったため、またその最後がまるで森の隠者のようであったため、サーティヤキの行為を称える者はおらず、またブーリシュラヴァスの死を喜ぶ者はいなかった。
後にヤドゥ族が破滅したとき、サーティヤキはクリタヴァルマンからブーリシュラヴァスを殺害したことを非難された。